# Bitwa pod Humaniem

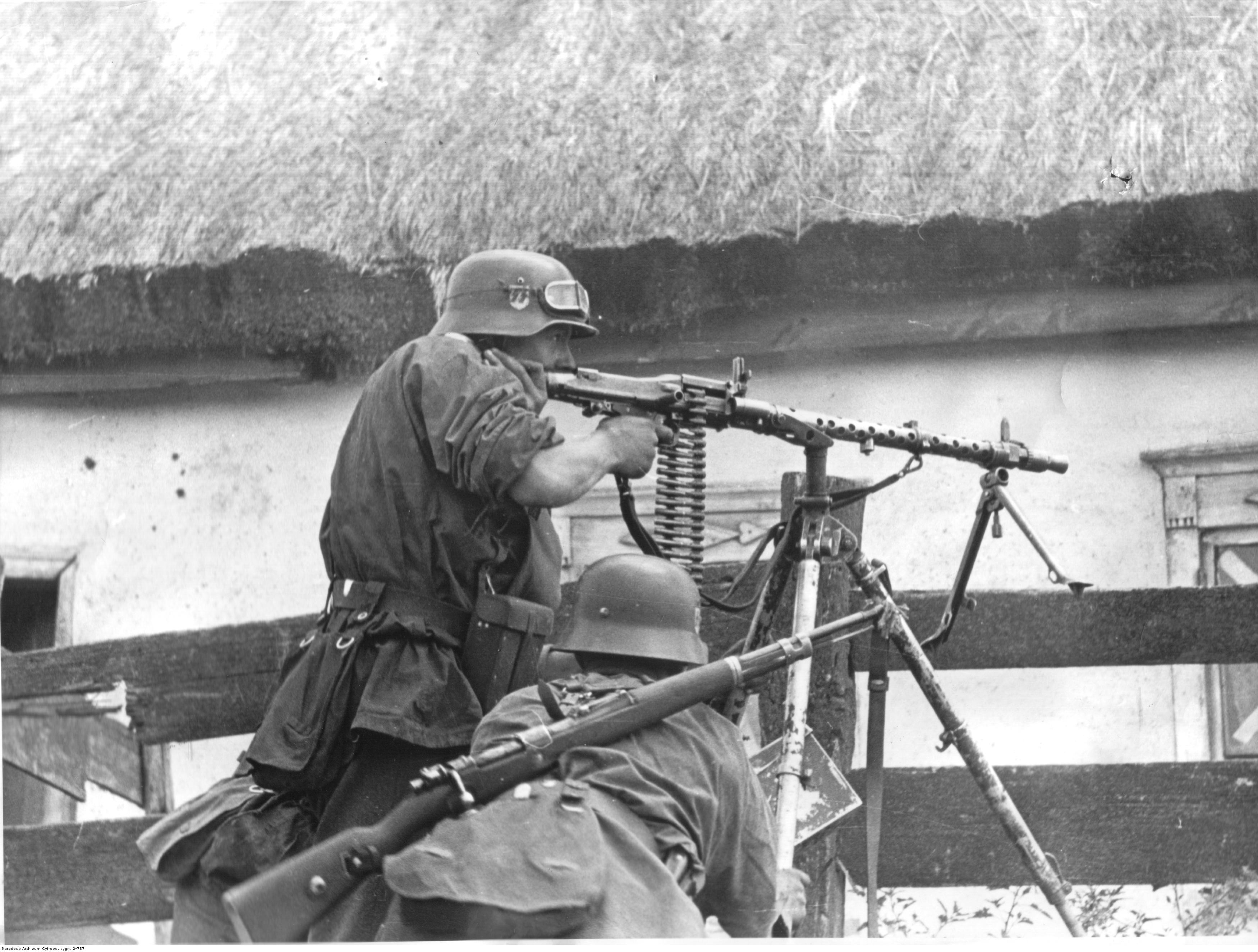
Żołnierze Waffen-SS z 5 Dywizji Pancernej SS „Wiking” we wsi pod Humaniem z karabinem maszynowym MG 34 i karabinkiem Kar98k

Bitwa pod Humaniem – bitwa stoczona na froncie wschodnim pomiędzy Armią Czerwoną a Wehrmachtem podczas II wojny światowej, która skutkowała okrążeniem radzieckich 6 i 12 Armii na południe od miasta Humań. Była to część wstępnych operacji ofensywnych Grupy Armii Południe feldmarsz. Gerda von Rundstedta podczas operacji Barbarossa. 
Do bitwy doszło w czasie Kijowskiej Strategicznej Operacji Obronnej między jednostkami Frontu Południowo-Zachodniego Armii Czerwonej broniącymi mostów na Bohu i strategicznej linii kolejowej pomiędzy Odessą i Smoleńskiem, a jednostkami 1 Grupy Pancernej na zachodniej Ukrainie podczas jej marszu z południowej Polski w kierunku Krymu. 
Wojskami radzieckimi dowodził marsz. Siemion Budionny. W skład tych sił wchodził Front Południowo-Zachodni dowodzony przez gen. płk. Michaiła Kirponosa. Sztab główny i wiele podjednostek 12 Armii były w stanie uniknąć okrążenia, a to z tego powodu, że jednostki niemieckiej piechoty nie zamknęły całkowicie okrążenia. Jednak obie armie w późniejszym czasie zostały rozwiązane, a cofający się żołnierze zostali wcieleni do innych jednostek. Bitwa ta należała do jednych z największych operacji okrążających państw Osi przeprowadzonych w początkowej fazie operacji Barbarossa. 

## Wstęp
Podczas pierwszych tygodni operacji Barbarossa Grupa Armii Południe w szybkim marszu na wschód zajęła Lwów, Tarnopol i Winnicę, niszcząc cztery zmechanizowane korpusy, które Kirponos użył podczas kontrataku w rejonie Dubno – Łuck – Brody. 29 czerwca 1941 roku szybki marsz wojsk niemieckich został tymczasowo wstrzymany, jednak siły radzieckie były wyczerpane i rozpoczęły odwrót. W związku z niepowodzeniem kontrataku radzieckich wojsk pancernych przeciwko niemieckiej 1 Grupie Pancernej, Grupa Armii Południe kontynuowała marsz na wschód i w połowie lipca znajdowała się już tylko kilka kilometrów od Kijowa. Budionny dokonał w związku z tym próby kontrataku z pozycji na północ od Humania w kierunku na Berdyczów w celu udaremnienia 1 Grupie Pancernej odcięcia linii szlaków komunikacyjnych. Jednakże ten kontratak nie związał ważnych niemieckich sił pancernych, które przemieszczały się zaledwie 50 km na wschód od radzieckich głównych wojsk przeprowadzających ofensywę. Dodatkowo kontratak ten wyczerpał możliwości radzieckich formacji na kontynuowanie odwrotu w sposób szybki i skoordynowany i tym samym w połowie lipca niemieckie wojska odcięły linię kolejową w Talne oraz inne wiadukty nad Górnym Tikiczem i wkrótce potem mosty nad Sinuchą.

## Walki w okrążeniu
10 lipca 1941 roku Budionny został głównodowodzącym wojsk działających na kierunku południowo-zachodnim w celu synchronizowania działań frontów Południowo-Zachodniego i Południowego. Pod dowództwem Budionnego znajdowało się 1,5 mln żołnierzy rozmieszczonych w dwóch strategicznych sektorach frontu: wokół Kijowa (37 i 26 Armia) i wokół Winnicy oraz Humania. Zaraz po przejęciu dowództwa poinformowano go o ofensywie wojsk niemieckich Grupy Armii Południe, które wbiły klin pomiędzy tymi dwoma wymienionymi sektorami obrony radzieckiej, na południe od Kijowa i na północ od Winnicy, zajmując Berdyczów 15 lipca i Koziatyn 16 lipca. 17 Armia gen. Carla-Heinricha von Stülpnagela kontynuowała marsz na południe od Humania, a 11 Armia gen. Eugena Rittera von Schoberta kontynuowała marsz na północ spod granicy rumuńskiej. 
Stawka i naczelne dowództwo Frontu Południowego mylnie sądziły, że Niemcy próbują sforsować rzekę Dniepr w rejonie pomiędzy Kijowem a Czerkasami, po to, aby później kontynuować ofensywę na Zagłębie Donieckie i tym samym nie doceniły niebezpieczeństwa związanego z okrążeniem 6 i 12 Armii. 28 lipca wydano rozkaz frontom Południowemu i Południowo-Zachodniemu, aby powstrzymać Niemców od sforsowania Dniepru i aby ewentualnie wycofywać się tylko w kierunku wschodnim. W wyniku tego szansa na uniknięcie okrążenia poprzez wycofanie się w kierunku południowo-wschodnim została utracona. 
2 sierpnia okrążenie zostało zamknięte w momencie spotkania się 1 Grupy Pancernej z przednimi jednostkami 17 Armii. Okrążenie to zostało dodatkowo wzmocnione następnego dnia, kiedy to 16 Dywizja Pancerna połączyła się z Węgierskim Korpusem Zmechanizowanym. Opór radziecki został całkowicie stłumiony do 8 sierpnia. Resztki 20 dywizji 6 i 12 Armii dostały się do niewoli. Powojenne źródła niemieckie twierdzą, że do niewoli dostało się w sumie 103 000 radzieckich żołnierzy. Wśród oficerów wziętych do niewoli znajdowali się dowódcy 6 i 12 Armii, dowódcy czterech korpusów oraz dowódcy jedenastu dywizji.

## Po okrążeniu
Po zakończeniu okrążenia czołgi 1 Grupy Pancernej skierowały się na północ, aby pomóc 2 Grupie Pancernej zamknąć okrążenie wokół Kijowa. Cel jakim było dla Grupy Armii Południe jak najszybsze zdobycie rejonu Krymu został powierzony jednostkom piechoty; była to jedna z wielu decyzji Hitlera, która zmieniała pierwotny cel grup armii. 
Stawka wykorzystała tę przerwę spowodowaną przez przemieszczenie się wojsk pancernych 1 Grupy Pancernej i wzmocniła front korzystając z 9 Armii Nadmorskiej, która zastąpiła zniszczone jednostki, jak również wzmocniono osłabione jednostki rezerwowymi armiami: 37 i 56, które przemieszczono z odległych wewnętrznych okręgów wojskowych, zaś 38 Armia ostatecznie miała bronić szeroko rozciągniętej linii frontu w okolicach Charkowa.